# Érotophobie
Vous pouvez aider à l'améliorer ou bien discuter des problèmes sur sa page de discussion.
- Son contenu est rédigé entièrement ou presque à partir d'une seule source. N'hésitez pas à modifier cet article pour améliorer sa vérifiabilité en apportant de nouvelles références dans des notes de bas de page. (Marqué depuis juin 2025)
- Il est orphelin : moins de trois articles lui sont liés. Aidez à ajouter des liens en plaçant le code [[Érotophobie]] dans les articles relatifs au sujet. (Marqué depuis juin 2025)

- Archive Wikiwix
- Bing
- Cairn
- DuckDuckGo
- E. Universalis
- Gallica
- Google
- G. Books
- G. News
- G. Scholar
- Persée
- Qwant
- (zh) Baidu
- (ru) Yandex
- (wd) trouver des œuvres sur Wikidata

L'érotophobie est la peur ou l'aversion (phobie) envers le sexe ou les questions qui y sont liées.
Il a été inventé par plusieurs chercheurs à la fin des années 1970 et au début des années 1980 pour décrire un ensemble d'attitudes et de croyances concernant la sexualité. Le mot dérive du nom d'Éros, le dieu grec de l'amour, et de Phobos, le dieu grec de la peur.